# 国際反ホモフォビア・トランスフォビア・バイフォビアの日
国際反ホモフォビア・トランスフォビア・バイフォビアの日（こくさいはんホモフォビア・トランスフォビア・バイフォビアのひ、英：International Day Against Homophobia, Transphobia and Biphobia、IDAHOBIT）、旧称国際反ホモフォビアの日（IDAHO）とは、毎年5月17日に行われる、LGBTの権利の侵害に対する認識を広め、関心を高めることを目的とした記念日である。

## 概要
5月17日という日付は、1990年の同日に世界保健機関（WHO）が同性愛を国際疾病分類から除外したことを記念して定められた。
5月17日は、2004年にアメリカ合衆国マサチューセッツ州が、さらに2010年にはポルトガルが同性結婚を合法化した日でもある。2019年には、アジアで初めて台湾（中華民国）において同性婚が法制化された。
2010年には、ブラジルのルイス・イナシオ・ルーラ・ダ・シルヴァ大統領が国の反ホモフォビアの日として正式に承認している。
また、過去ドイツにおいては5月17日（17.5と表記される）は刑法175条にちなみ、非公式ながら同性愛に関連した日と認識されることがあった。
日本では「多様な性にYESの日」として日本記念日協会に登録されている。

## 経緯

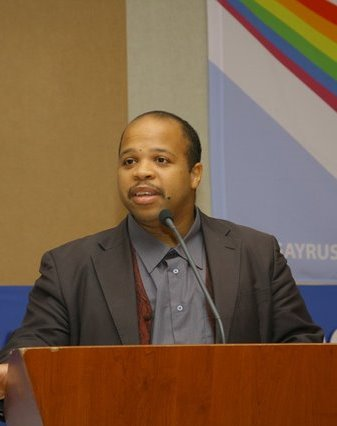
国際反ホモフォビア・トランスフォビア・バイフォビアの日の提唱者であるルイ=ジョルジュ・タン

国際反ホモフォビアの日は、フランスの大学教授であり同性愛者活動家であるルイ=ジョルジュ・タンが提案して2005年に始まり、初年度は50ヵ国からIDAHOを記念して、キャンペーン、討論会、街頭デモ、展示、映画祭、集会などが開かれた。翌年の2006年に欧州議会で、同性愛に対する嫌悪（＝ホモフォビア）を非難する決議文を通してIDAHOが承認された。同年7月の、ワールドアウトゲームズで採択されたモントリオール宣言本文の最後でも、すべての国と国際連合に対して国際反ホモフォビアの日の承認と推進を求めている。
2009年の国際レズビアン・ゲイ協会の国際連合経済社会理事会での承認と同協会の名称変更以降は、トランスフォビア廃絶も行事の運動に含まれるようになり、「国際反ホモフォビア・トランスフォビアの日」（英: International Day Against Homophobia and Transphobia、IDAHOT）という名称に変わった。
2015年にはバイフォビアも運動の対象に含む改名が提唱され、「国際反ホモフォビア・トランスフォビア・バイフォビアの日」（英: International Day Against Homophobia, Transphobia and Biphobia、IDAHOBIT）となった。
2022年からは「International Day Against LGBTQIA+ Discrimination」とも呼ばれている。